# Glaucodot
Le glaucodot est un minéral, sulfo-arséniure de fer(II) et de cobalt, de formule (Co,Fe)AsS ou (Co0.50Fe0.50)AsS. Le rapport cobalt/fer (II) est généralement de 3 pour 1 avec une substitution mineure de nickel. Il forme une série avec l'arsénopyrite (FeAsS).
Il s'agit d'un minéral gris opaque à blanc étain que l'on trouve généralement sous forme massive sans forme cristalline externe. Il cristallise dans le système orthorhombique. La localité de Håkansboda, en Suède, possède de rares cristaux dipyramidaux maclés (voir photo). Il est cassant avec une dureté Mohs de 5 et une densité de 5,95. Il se forme dans des gisements hydrothermaux à haute température avec de la pyrrhotite et de la chalcopyrite. Le glaucodot est classé comme un sulfure dans le groupe de l'arsénopyrite löllingite. Son symbole IMA est Gl.
Le glaucodot a été décrit pour la première fois en 1849 à Huasco, dans la province de Valparaíso, au Chili. Son nom vient du grec ancien : γλανκός  (« bleu ») en référence à son utilisation dans le pigment de verre bleu foncé appelé smalt.